# Mycroft Holmes
Pour les articles homonymes, voir Holmes.
Mycroft Holmes est un personnage de fiction créé par Conan Doyle. Il est le frère aîné (de sept ans) de Sherlock Holmes. Il apparaît pour la première fois dans la nouvelle intitulée L'Interprète grec.

## Biographie fictive
Défini comme un être omniscient dont les facultés de déduction surpassent même celles de son frère, Mycroft occupe un poste important mais mystérieux au sein du gouvernement britannique. D'une nature indolente, il passe l'essentiel de ses journées au Club Diogène, un gentlemen's club de Pall Mall dont il est le cofondateur.

## Apparitions
Mycroft apparaît dans quatre des aventures de Sherlock Holmes : L'Interprète grec (The Adventure of the Greek Interpreter) et Le Dernier Problème (The Adventure of the Final Problem) dans le recueil Les Mémoires de Sherlock Holmes, La Maison vide (The Adventure of the Empty House) dans le recueil Le Retour de Sherlock Holmes et Les Plans du Bruce-Partington (The Adventure of the Bruce-Partington Plans) dans le recueil Son dernier coup d'archet.

## Interprétations dans les adaptations
Le rôle de Mycroft a été interprété par plusieurs comédiens dans diverses adaptations de l'œuvre de Conan Doyle à la radio, au cinéma et à la télévision.
Dans la série radiodiffusée par la BBC au cours des années 1950 où Sir John Gielgud incarne Sherlock Holmes, c'est le propre frère de l'acteur, Val Gielgud, qui interprète Mycroft. Dans le film de Billy Wilder, La Vie privée de Sherlock Holmes (1970), où Robert Stephens joue le rôle de Sherlock, Mycroft est incarné par Christopher Lee. Robert Morley a interprété Mycroft dans Sherlock Holmes contre Jack l'éventreur en 1965. Pour sa part, Charles Gray a interprété Mycroft dans le film Sherlock Holmes attaque l'Orient-Express (1976) ainsi que dans l'adaptation des deux nouvelles pour Granada Television dans les années 1980-1990 avec Jeremy Brett dans le rôle de Sherlock.
Dans Sherlock, la série télévisée de 2010 sur la BBC, Mycroft est incarné par Mark Gatiss face à Benedict Cumberbatch. Au cinéma, Stephen Fry interprète le rôle face à Robert Downey Jr. dans le deuxième volet de l'adaptation de Guy Ritchie. Dans la série Elementary diffusée sur CBS, c'est l'acteur Rhys Ifans qui joue le personnage de Mycroft face à Jonny Lee Miller.
Dans le film Mr. Holmes (2015), le personnage est incarné par John Sessions. Dans Enola Holmes (2020), Sam Claflin prête ses traits au personnage. 
Dans la série Netflix Les Irréguliers de Baker Street (2021) Mycroft Holmes est interprété par Jonjo O'Neill.

## Biographie alternative
Dans la série Elementary (dont l'action se déroule en 2012), Mycroft est un homme d'affaires possédant plusieurs restaurants en Europe et à New York. Il semblerait qu'il ait eu des problèmes financiers à la suite d'un divorce. Il a eu une aventure avec le Dr Joan Watson qu'il aurait rencontrée à Londres. On apprend également que c'est un agent du MI6. Il est dit que pendant un temps, il avait quitté le MI6 mais aurait été contraint d'y revenir pour garantir la liberté de son frère qui avait (sans le savoir) aidé un terroriste indonésien à obtenir des informations. Il reprit contact avec son frère pour le convaincre de le ramener à Londres. Ensuite il fut soupçonné d'être une taupe du MI6, Sherlock l'aidera à se cacher et réussira à l'innocenter. Sherlock découvrira que le véritable traitre était l'agent de liaison de Mycroft, Sherrington, qui cherchera à le piéger. Mycroft passa un accord avec la NSA, pour qu'ils tuent Reddington, et qu'ils le fassent passer pour mort dans le but de protéger Sherlock et Joan du milieu.

## Postérité littéraire
Mycroft a inspiré en partie le personnage du détective Henry Merrivale au romancier américain John Dickson Carr, lui-même auteur d'une biographie monumentale de Conan Doyle.
Dans un article d'analyse intitulé « Sherlock Holmes : Le Roi des détectives, le détective des rois » paru en septembre 1971 dans le mensuel Mystère magazine n°283, Francis Lacassin souligne que « Dans les cas difficiles, [Sherlock Holmes] s'adresse à lui un peu comme à un ordinateur ». De fait, plusieurs systèmes informatiques ou algorithmes de recherche ont par la suite été baptisés « Mycroft », y compris dans la littérature. Dans Révolte sur la Lune, roman de science-fiction de Robert Heinlein, l'ordinateur qui s'éveille à la conscience et devient supérieurement intelligent est ainsi surnommé Mycroft par le héros du roman.
Mycroft Holmes est aussi un personnage du roman graphique d'Alan Moore et Kevin O'Neill mettant en scène de nombreux personnages de fiction : La Ligue des gentlemen extraordinaires.
Il est fait référence à Mycroft Holmes comme « supercerveau » dans le roman La Fête du cochon (1978) du Suédois Leif Gw Persson (éditions Payot & Rivages 2011 p. 179).
Le nom de Mycroft est repris dans la bande dessinée Mycroft Inquisitor détective interplanétaire.
Mycroft intervient en tant que tel, frère de Sherlock, dans le roman La Maison de soie, publié en 2011 au Royaume-Uni et en France par Anthony Horowitz, et qui est le premier opus écrit à la demande des ayants droit de Sir Conan Doyle.
Il est le héros du roman de Kareem Abdul-Jabbar et Anna Waterhouse, Mycroft Holmes, Bragelonne, 2016, 336 p.  (ISBN 9791028100902).